# Andreas Filler
Andreas Filler (* 9. September 1963 in Roßwein) ist ein deutscher Mathematiker und Hochschullehrer.

## Leben und Wirken
Nach einem Studium der Mathematik und Physik wurde Filler 1988 an der Humboldt-Universität zu Berlin in Mathematikdidaktik promoviert. Von 2004 bis 2009 war er Professor für Mathematik und Didaktik der Mathematik an der Pädagogischen Hochschule Heidelberg, ehe er einen Ruf an die Humboldt-Universität zu Berlin annahm und seitdem dort eine Professur bekleidet.
Seine Schwerpunkte liegen in der Mathematikdidaktik, besonders Geometrie und der Einsatz von Computern im Mathematikunterricht, der Ausbildung von angehenden Lehrern und der Förderung begabter Schüler im Rahmen der Mathematischen Schülergesellschaft „Leonhard Euler“. Als Nachfolger von Ingmar Lehmann übernahm er von 2011 bis Anfang 2013 deren Leitung. Er ist Sprecher des Arbeitskreises Geometrie in der Gesellschaft für Didaktik der Mathematik und Schriftführer der Berliner Mathematischen Gesellschaft.

## Veröffentlichungen (Auswahl)
- Festlegung der Ziele, Stoffauswahl und inhaltliche Gestaltung eines wahlobligatorischen Geometrielehrgangs an den Spezialschulen mathematisch-naturwissenschaftlich-technischer Richtung der Deutschen Demokratischen Republik., Berlin, Humboldt-Univ., Diss. A, 1988.
- Euklidische und nichteuklidische Geometrie. BI-Wiss.-Verl., 1993.
- 3D-Computergrafik und die Mathematik dahinter. Einbeziehung von Elementen der Computergrafik in den Mathematikunterricht der Sekundarstufe II im Stoffgebiet Analytische Geometrie. VDM Verlag Dr. Müller, 2008.
- Elementare Lineare Algebra. Linearisieren und Koordinatisieren. Springer, 2011.
- mit Hans-Wolfgang Henn: Didaktik der Analytischen Geometrie und Linearen Algebra. Springer, 2015.
- mit Hans-Georg Weigand und anderen: Didaktik der Geometrie für die Sekundarstufe I. 3., erweiterte und überarbeitete Auflage, Springer, 2018.